# Юрченко, Денис Сергеевич
Дени́с Серге́евич Ю́рченко (укр. Денис Сергійович Юрченко; род. 27 января 1978, Донецк) — украинский прыгун с шестом. Заслуженный мастер спорта Украины.

## Спортивные достижения
- 2002, Чемпионат Европы — 6-е место.
- 2003, Чемпионат мира — 6-е место.
- 2004, Чемпионат мира в закрытых помещениях — 3-е место.
- 2004, Олимпийские игры в Афинах — 9-е место.
- 2005, Чемпионат Европы в закрытых помещениях — 2-е место.
- 2007, Чемпионат Европы в закрытых помещениях — 2-е место.
- 2008, Летние Олимпийские игры в Пекине, — 3-е место. Денис Юрченко показал результат 5,70 м, как и трое других атлетов, но победил только по дополнительному показателю — количеству попыток. Чемпионом стал Стив Хукер из Австралии (5,96 — олимпийский рекорд), вторым был российский спортсмен Евгений Лукьяненко (5,85).

## Награды
- Кавалер ордена «За мужество» III степени[2].

## Образование
- Донецкий государственный институт здоровья, физического воспитания и спорта.